# A bűn királynői
A bűn királynői (eredeti cím: The Kitchen) 2019-ben bemutatott amerikai bűnügyi-dráma, melyet Andrea Berloff írt és rendezett (rendezői debütálás). A film Ollie Masters és Ming Doyle azonos nevű mini-sorozatán alapul. A főszerepet Melissa McCarthy, Tiffany Haddish és Elisabeth Moss alakítja; olyan ír maffiózók feleségeként szerepelnek, akik az 1970-es évek végén átveszik a szervezett bűnözés irányítását a New York-i Hell’s Kitchenben, miután az FBI letartóztatta férjeiket. További szerepben James Badge Dale, Brian d'Arcy James, Jeremy Bobb, Margo Martindale, Common és Bill Camp látható.
A filmet a Film4 Productions, a Regency Enterprises és a See-Saw Films készítette, az Amerikai Egyesült Államokban 2019. augusztus 9-én mutatták be, Magyarországon két héttel később, augusztus 22-én jelent meg az InterCom Zrt. forgalmazásában. Általánosságban negatív véleményeket kapott a kritikusoktól, akik leginkább a tekervényes cselekményt kritizálták. Bevételi szempontból sem teljesített jól; a 33 millió dolláros költségvetésével szemben mindössze 16 milliós bevételt hozott.

## Szereplők
| Szerep                  | Színész            | Magyar hang      |
| ----------------------- | ------------------ | ---------------- |
| Kathy Brennan           | Melissa McCarthy   | Börcsök Enikő    |
| Ruby O'Carroll          | Tiffany Haddish    | Bognár Gyöngyvér |
| Claire Walsh            | Elisabeth Moss     | Pálmai Anna      |
| Gabriel O'Malley        | Domhnall Gleeson   | Szatory Dávid    |
| Kevin O'Carroll         | James Badge Dale   | Nagypál Gábor    |
| Jimmy Brennan           | Brian d'Arcy James | Csankó Zoltán    |
| Helen O'Carroll         | Margo Martindale   | Halász Aranka    |
| Gary Silvers FBI-ügynök | Common             | Kálid Artúr      |
| Alfonso Coretti         | Bill Camp          | Hirtling István  |
| Rob Walsh               | Jeremy Bobb        | Schmied Zoltán   |
| Gonzalo Martinez        | E. J. Bonilla      | Pásztor Tibor    |
| Larry                   | Wayne Duvall       | Papp János       |
| Maria Coretti           | Annabella Sciorra  | ?                |
| Little Jackie Quinn     | Myk Watford        | Rába Roland      |

## Megjelenés
A bűn királynői 2019. augusztus 9-én jelent meg a Warner Bros. Pictures által.